# Trichosteleum stereodontoides
Trichosteleum stereodontoides là một loài rêu trong họ Sematophyllaceae. Loài này được Broth. ex Gangulee mô tả khoa học đầu tiên năm 1980.